# Gulbandad fruktduva
Gulbandad fruktduva (Ptilinopus solomonensis) är en fågel i familjen duvor inom ordningen duvfåglar.

## Utseende och läte
Gulbandad fruktduva är en spektakulärt färgad duva med en stor banangul fläck på bröstet och en lysande rosa fläck på bröstet och pannan. I övrigt är den mestadels grön, bortsett från gult under stjärten. Ungfågeln liknar ung rödstrupig fruktduva, men har gula tvärband på bröstet istället för en matt vinröd bröstfläck. Lätet består vanligen av en lång serie med "woot" som successivt accelererar.

## Utbredning och systematik
Gulbandad fruktduva förekommer på öar norr och öster om Nya Guinea, från Amiralitetsöarna till Salomonöarna. Den delas in i åtta underarter med följande utbredning:
- Ptilinopus solomonensis johannis – Amiralitetsöarna, St Matthiasöarna och New Hanover
- Ptilinopus solomonensis meyeri – New Britain och intilliggande öar
- Ptilinopus solomonensis neumanni – Nissan Islands (västra Salomonöarna)
- Ptilinopus solomonensis bistictus – Bougainville och Buka
- Ptilinopus solomonensis vulcanorum – sydvästra Salomonöarna
- Ptilinopus solomonensis ocularis – Guadalcanal (se Salomonöarna)
- Ptilinopus solomonensis ambiguus – Malaita (östra Salomonöarna)
- Ptilinopus solomonensis solomonensis – Makira och Ugi (Salomonöarna)

Tidigare inkluderades geelvinkfruktduvan (Ptilinopus speciosus) i arten, men denna urskiljs numera vanligen som egen art.

## Status och hot
Arten har ett stort utbredningsområde, men tros minska i antal, dock inte tillräckligt kraftigt för att den ska betraktas som hotad. Internationella naturvårdsunionen IUCN listar arten som livskraftig (LC).